# Berg am Irchel
Berg am Irchel – miejscowość i gmina (Politische Gemeinde) w północnej Szwajcarii, w kantonie Zurych, w okręgu (Bezirk) Andelfingen. Leży w paśmie Irchel, nad Renem.

## Demografia
W Berg am Irchel mieszkają 592 osoby. W 2021 roku 11,1% populacji gminy stanowiły osoby urodzone poza Szwajcarią.